# Нантакет
За насеље погледајте Нантакет (Масачусетс)
Нантакет (енгл. Nantucket) је острво у САД које припада савезној држави Масачусетс. Површина острва износи 124 2. Заједно са још два мања острва и градом Нантакет чини округ Нантакет. Према попису из 2020. на острву је живело 14.255 становника.

## Демографија
По попису из 2010. године број становника је 10.172, што је 652 (6,8%) становника више него 2000. године.
|                   | 2010.           | 2000.          |
| Укупно            | 10 172 (100,0%) | 9 520 (100,0%) |
| Белци             | 8 192 (80,53%)  | 8 275 (86,92%) |
| Хиспаноамериканци | 957 (9,408%)    | 212 (2,227%)   |
| Остали            | 837 (8,228%)    | 183 (1,922%)   |
| Азијати           | 118 (1,160%)    | 61 (0,641%)    |
| Афроамериканци    | 68 (0,669%)     | 789 (8,288%)   |